# 敦煌研究
《敦煌研究》创刊于1981年，是中国大陆考古类双月刊，為敦煌研究院的院刊，编辑部位于甘肃省兰州市。

## 簡介
本刊創建於1980年代初期，於1981年和1982年分別試刊第一期和第二期後，於1983年出版創刊號，此後一年出一刊，收錄涉及敦煌學的所有學門內容。1986年起改制為季刊，2002年改為雙月刊。
2018年，被中华人民共和国国家新闻出版广电总局新闻报刊司评为2017年全国“百强报刊”。